# Anton Zimmermann (Politiker)
Anton Zimmermann (* 11. August 1912 in Stotzing, Burgenland; † 14. März 2001 in Oberpullendorf, Burgenland) war ein österreichischer Arzt und Politiker (SPÖ).

## Leben
Anton Zimmermann, der in Stotzing heranwuchs, besuchte auch hier von 1918 bis 1923 die Volksschule. 1931 maturierte er am Bundesrealgymnasium in Eisenstadt. Nach zwei Semestern, in denen er Philologie studierte, wechselte er das Studienfach und studierte bis 1939 Medizin an der Universität Wien. Nachdem er 1939 kurzzeitig als Hilfsarzt in der Rudolfstiftung im Wiener Gemeindebezirk Landstraße gearbeitet hatte, fungierte Zimmermann während der Zeit des Zweiten Weltkriegs als Stabsarzt in der Wehrmacht.
Nachdem Zimmermann nach dem Krieg für wenige Monate im Krankenhaus Floridsdorf sowie erneut in der Rudolfstiftung als Arzt gearbeitet hatte, eröffnete er 1947 eine eigene Praxis in Oberpullendorf. Sein Fachgebiet waren Lungenkrankheiten. Ebenfalls 1947 wurde er Amtsarzt für den Bezirk Oberpullendorf. Er war in dieser Funktion bis 1975 tätig.
1971 wurde Zimmermann Vorsitzender des Landessanitätsrates, sowie vier Jahre später, 1975, Sanitätsdirektor des Burgenlandes.
1976 erhielt Zimmermann den Ehrentitel Hofrat, 1977 jenen des Medizinalrats.
Seine politische Karriere begann als SP-Gemeinderatsmitglied in Oberpullendorf. Im Mai 1964 wurde er Mitglied des Bundesrats, dem er bis April 1968 angehören sollte.

## Auszeichnungen
- Goldenes Ehrenzeichen für Verdienste um die Republik Österreich
- Großes Ehrenzeichen des Landes Burgenland